# 양은

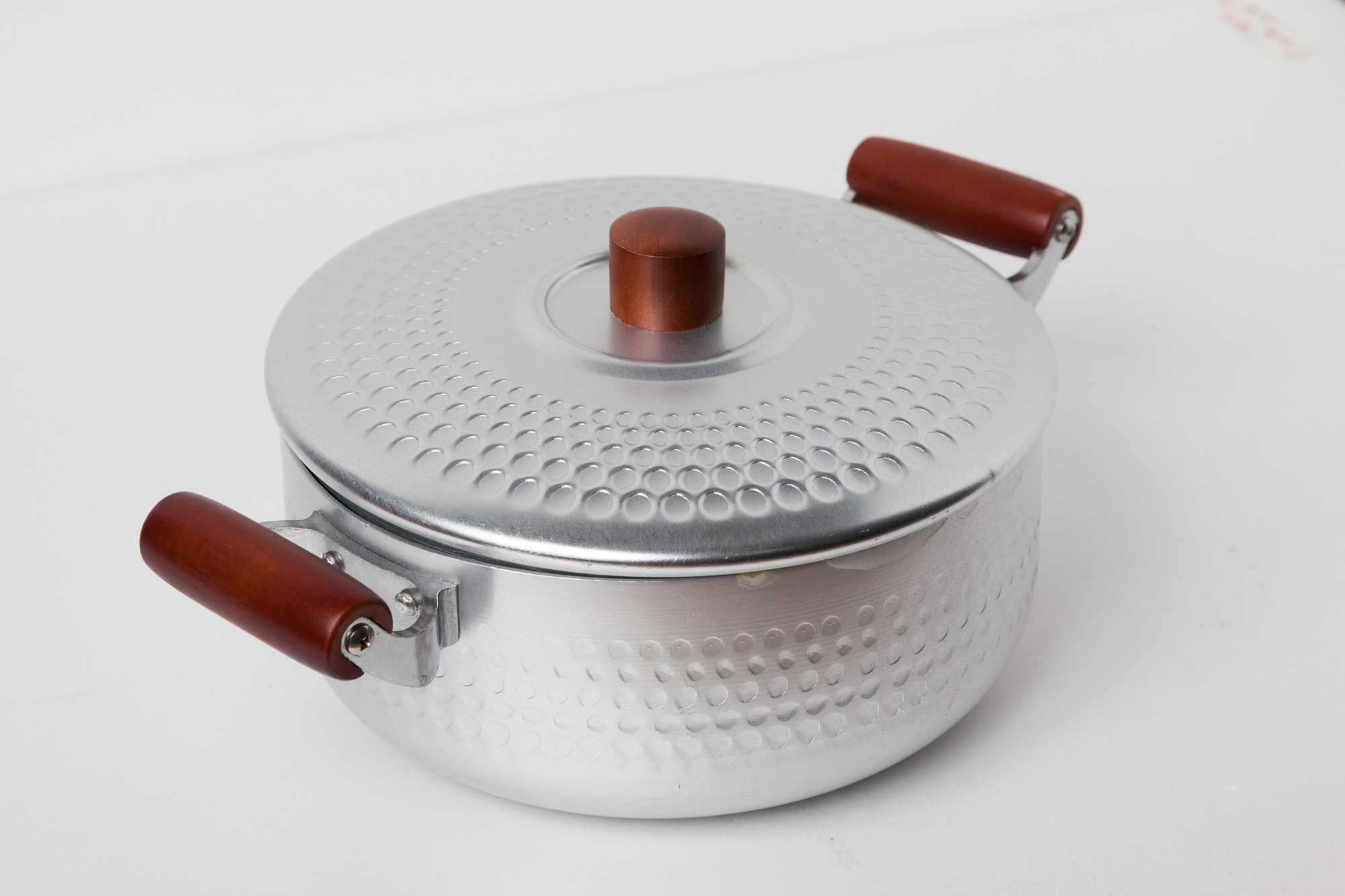
양은 냄비

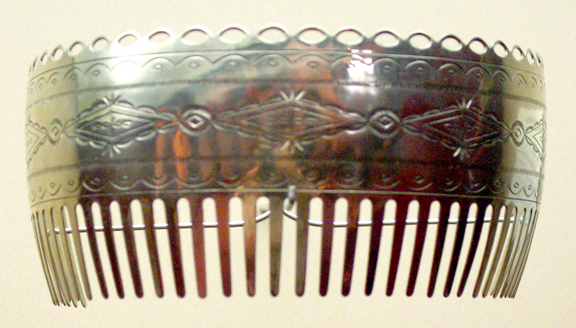
양은 빗.

양은(洋銀) 또는 양백(洋白, 영어: nickel silver, new silver, German silver)은 구리에 아연 15∼30%, 니켈 10∼20% 넣은 합금으로서 은백색이기 때문에 식기, 장식품, 악기, 동전 등에 쓰인다. 내식성이 좋고 용수철로서의 성질도 우수하므로, 계전기 접점의 용수철 등 전기기기, 시계의 무브먼트 등 부품으로서도 널리 이용된다.
중국에서 처음 쓰기 시작해 18세기에 유럽으로 알려지기 시작했다.
양은 냄비는 양은이 아닌 알루미늄으로 제조된다. 그리고 한국에  싸게 팔리게 된다

## 같이 보기
- 백동
- 합금 목록

## 참고 자료
- 이 문서에는 다음커뮤니케이션(현 카카오)에서 GFDL 또는 CC-SA 라이선스로 배포한 글로벌 세계대백과사전의 내용을 기초로 작성된 글이 포함되어 있습니다.